# 君の瞳に恋してる (UZのシングル)
「君の瞳に恋してる」（きみのひとみにこいしてる）は、織田裕二がUZ名義でリリースした楽曲。通算30枚目のシングルとなる。2008年8月20日にリリースされた。

## 解説
フランキー・ヴァリが1967年に発表し、ボーイズ・タウン・ギャングをはじめとする数多くの歌手にカバーされている「君の瞳に恋してる」のカバー。
織田裕二が主演した月9ドラマ『太陽と海の教室』の主題歌。
ミュージック・ビデオも制作された。
2024年現在、最新の織田裕二の楽曲となっている。

## 収録曲
1. 君の瞳に恋してる (3:53)
作詞・作曲：Bob Crewe&Bob Gaudio
2. 君の瞳に恋してる(Sunset mix) (4:28)
作詞・作曲：Bob Crewe&Bob Gaudio
3. 君の瞳に恋してる(Inst.) (3:45)